# Liverpool (musikalbum)
Liverpool är den brittiska gruppen Frankie Goes to Hollywoods andra och sista studioalbum, utgivet den 20 oktober 1986. Albumet producerades av Stephen Lipson. Albumet utgavs som LP, CD och kassett.

## Låtförteckning
Alla låtar är komponerade av Peter Gill, Holly Johnson, Brian Nash och Mark O'Toole där intet annat anges.
Originalutgåvan
| 1. | "Warriors of the Wasteland" | 4:53 |
| 2. | "Rage Hard"                 | 5:01 |
| 3. | "Kill the Pain"             | 6:38 |
| 4. | "Maximum Joy"               | 5:54 |

| 1. | "Watching the Wildlife" | 4:05 |
| 2. | "Lunar Bay"             | 5:45 |
| 3. | "For Heaven's Sake"     | 4:37 |
| 4. | "Is Anybody Out There?" | 7:36 |

| 1. | "(Don't Lose What's Left) of Your Little Mind" | 6:15 |
| 2. | "Suffragette City" (David Bowie)               | 3:34 |

Deluxe-utgåva (2 CD)
CD 1
1. Warriors of the Wasteland – 4:54
2. Rage Hard – 5:08
3. Kill the Pain – 6:16
4. Maximum Joy – 5:30
5. Watching the Wildlife – 4:19
6. Lunar Bay – 5:42
7. For Heaven's Sake – 4:30
8. Is Anybody Out There? – 7:28
9. The Waves – 2:44
10. Pamela – :22 (Spoken)
11. Pocket Vibrator (Monitor mix Sarm sessions October 1986) – 3:32
12. Suffragette City – 3:35
13. Roadhouse Blues – 4:06
14. (I Can't Get No) Satisfaction (Monitor mix Sarm sessions May 1986, Voiceless) – 4:50
15. (Don't Lose What's Left) Of Your Little Mind – 6:14
16. Rage Hard (Voiceless) – 5:07

CD 2
1. Rage Hard (Montreux mix) – 5:34
2. Warriors of the Wasteland (Montreux mix) – 3:19
3. Warriors Cassetted – 19:58
4. Drum Loop (Monitor Mix Wisseloord Sessions November 1985) – 3:20
5. Fuck Off (Monitor Mix Wisseloord Sessions November 1985) – 4:01
6. Wildlife Cassetted – 24:26
7. Our Silver Turns to Gold 03:44 (Monitor mix Ibiza sessions May 1985) – 3:44
8. Delirious 03:12 (Monitor Mix Ibiza Sessions October 1985) – 3:12
9. Stan (Spoken) – :42
10. For Heaven's Sake (Monitor Mix Wisseloord Sessions March 1986) – 7:54

## Medverkande
- Holly Johnson – sång
- Brian Nash – gitarr
- Peter Gill – trummor
- Mark O'Toole – elbas
- Paul Rutherford – bakgrundssång